# Tháp Bismarck ở Okonek
Tháp Bismarck ở Okonek nằm trên ngọn đồi Tecławska (cao 191 m so với mực nước biển), ở phía bắc của thành phố Okonek, quận Pojezierzu Południowopomorskim, tỉnh Wielkopolskim, Ba Lan.

## Quy hoạch xây dựng
Người khởi xướng việc xây dựng tháp Bismarck ở Okonek là "Hiệp hội các tiện ích công cộng ở Okonek" dưới sự lãnh đạo của Ernst Nitschke từ Szczecinek. Hiệp hội đã chọn đồi Tecławska làm địa điểm của tòa tháp. Địa điểm xây dựng đã được phê chuẩn bởi một nghị quyết của hội đồng thành phố và trợ cấp 300 marek (một đơn vị tiền tệ của Đức từ năm 1873). Việc xây dựng dựa trên sự đóng góp tự nguyện, xổ số và quảng cáo, nông dân tự nguyện mang các liệu xây dựng đến công trường miễn phí. Tổng chi phí xây dựng là 12.800 marek.

## Công trình xây dựng
Kiến trúc sư cũng như người xây dựng chính của là Stelter đến từ Okonek. Bản thiết kế bao gồm ba phần thu hẹp về phía trên: một phần bệ có hình kim tự tháp cắt ngắn, được dựng trên mặt bằng hình vuông với kích thước khoảng 5 x 5 m, trục hình chữ nhật hai tầng và đầu hình chữ nhật. Tổng chiều cao của tòa tháp vượt quá 20 m. Vật liệu xây dựng là gạch và bê tông (liên kết chéo) và đá granit (làm tường). Ở phía trước tòa tháp (ở phía tây), một tượng đài cao 4,5 mét tưởng niệm người đã hy sinh trong cuộc đấu tranh giành độc lập của Okonek.

## Lịch sử của tháp

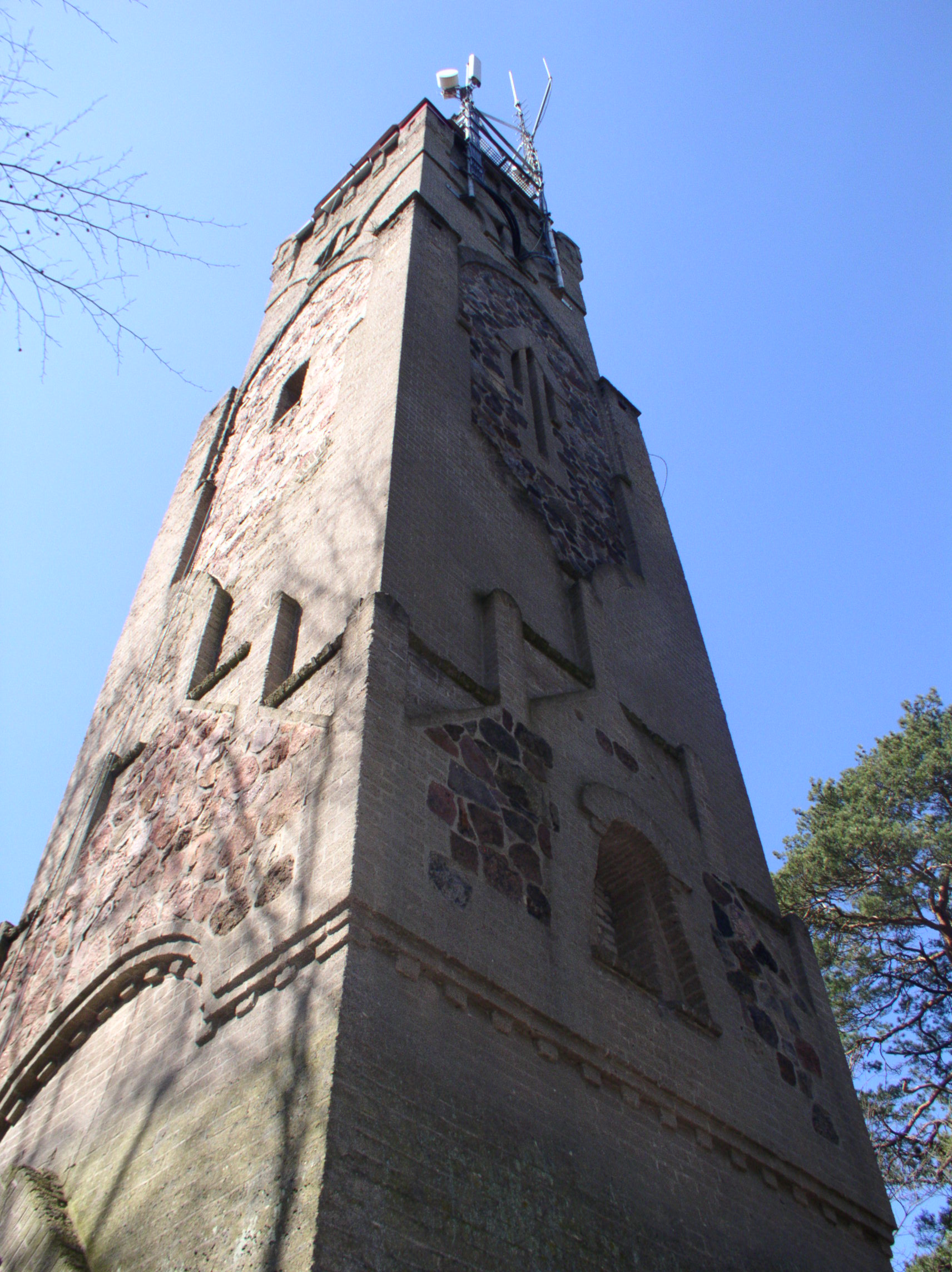
Một góc nhìn khác của tòa tháp

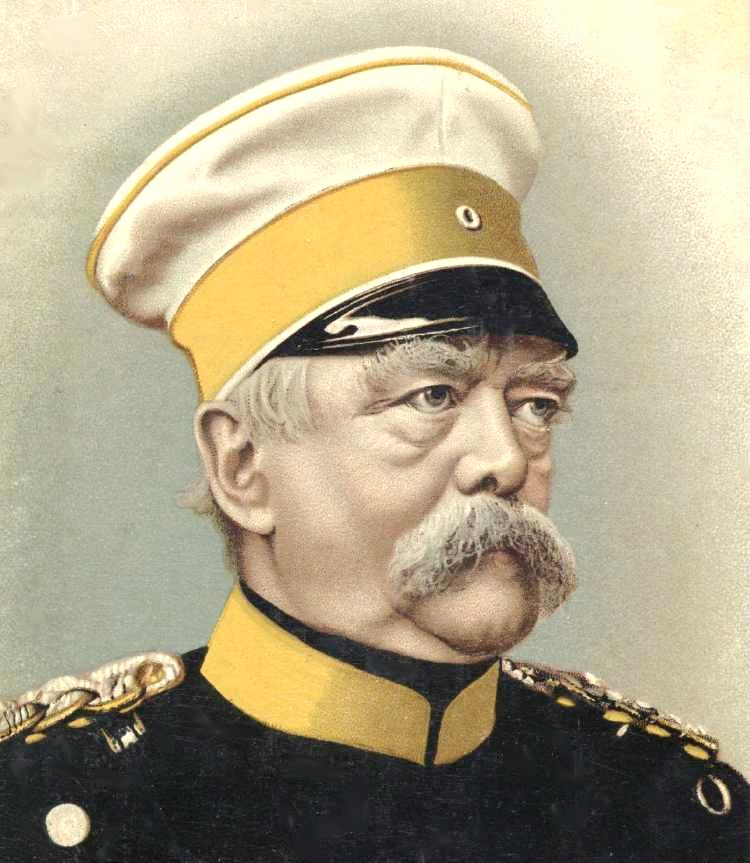
Otto von Bismarck

Lễ khai mạc tòa tháp vào ngày 16 tháng 8 năm 1908 (tổng cộng 16 tháng), có sự tham dự của nhiều hiệp hội và cư dân của Okonek. Đồng thời, tượng đài tưởng niệm những người đã ngã xuống đã chính thức được khánh thành. Bài phát biểu khai mạc cũng đã đề cập 

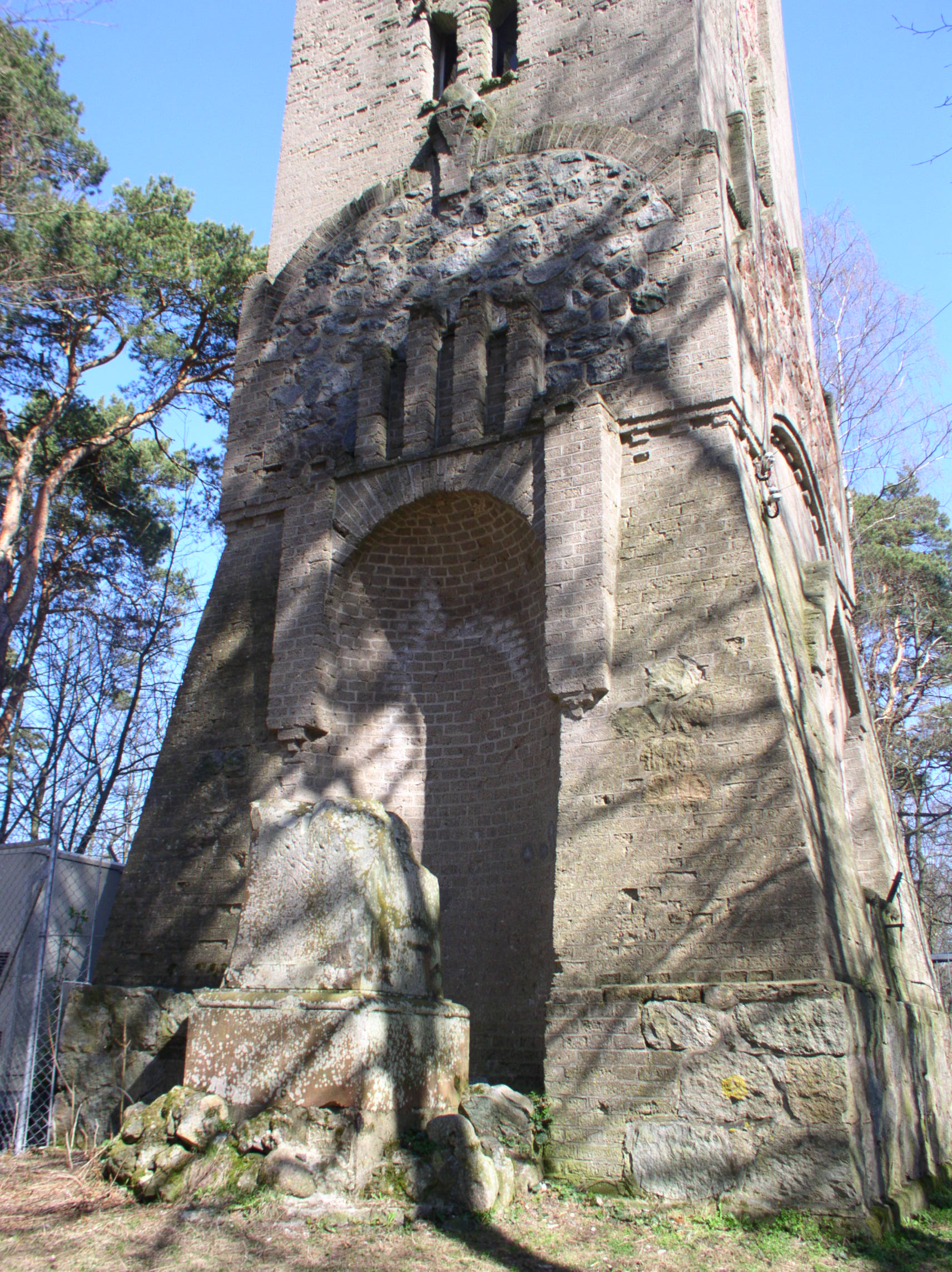
Bismarck khi được phóng to.

đến kỷ niệm 10 năm ngày mất của Otto von Bismarck. Vào buổi tối, "ngọn lửa ký ức" khai mạc được thắp sáng trên tháp. Vào năm 1992, bức phù điêu Bismarck và cửa sổ kính màu đã được gỡ bỏ do sự xuống cấp của chúng. Vào tháng 6 năm 2011, tòa tháp đã bị đóng cửa vì cơ sở đã hư hổng nặng, du khách chỉ có thể đứng quan sát từ bên ngoài.